# Chaire Alexander von Humboldt
Ne doit pas être confondu avec Prix Humboldt ou Prix Gay-Lussac Humboldt.
La Chaire Humboldt ou Chaire Alexander-von-Humboldt est un prix qui porte le nom d'Alexander von Humboldt et qui est décerné depuis 2008 par la  Fondation Alexander-von-Humboldt. Il est financé par le  ministère fédéral de l'Éducation et de la Recherche d'Allemagne, dans le cadre d'un fonds spécifique. 
Le montant du prix s'élève en général à 5 millions d'euros pour des chercheurs en sciences expérimentales, et à 3,5 millions d'euros en les sciences théoriques. La somme est disponible pendant une durée de cinq années. Ce montant fait de la chaire Humboldt le prix  de soutien à la recherche le mieux doté en Allemagne. 
Les demandes d'attribution sont faites par les établissements universitaires allemand; les institutions de recherche extra-universitaires peuvent formuler une demande en coopération avec une institution universitaire allemande.
L'objectif du prix est de faire venir en Allemagne des chercheurs de renom international travaillant à l'étranger et de leur permettre d'y effectuer une recherche de pointe; le but est de renforcer l'Allemagne comme lieu de recherche.

## Procédure de sélection
Les candidatures sont soumises à un comité de sélection de la Fondation Humboldt qui, après une évaluation qui peut prendre cinq à six mois, statue lors de sessions de sélection deux fois par an. Il n'y a pas de quota concernant la discipline scientifique ou les pays d'origine. Seule la qualité de la candidature est prise en considération.

## Lauréats
Lauréats :

### 2017
- Largus Angenent (de), microbiologie de l’environnement et technique de processus biologiques, Tübingen
- Peter Baumann (de), biologie cellulaire, Mayence
- Jijie Chai (de), biologie structurelle, Cologne
- James F. Conant, philosophie, Leipzig
- Wolf-Bernd Frommer (de), biologie moléculaire des plantes, Düsseldorf/Jülich/Cologne
- Ran Hirschl (en), droit constitutionnel et sciences politiques, Göttingen

### 2016
- Till Winfried Bärnighausen (en), épidémiologie, Heidelberg[4],[5]
- Sven Bernecker (de), philosophie, Cologne
- William Crawley-Boevey, mathématiques pures, Bielefeldd
- Tiffany Knight (de), écologie, Halle/Wittenberg/Leipzig
- Katrin Kogman-Appel (de), judaïsme, Münster
- Judith Pfeiffer (de), études islamiques, Bonn
- Wolfgang Wernsdorfer, physique des soldes, Karlsruhe

### 2015
- Élisabeth Décultot, germaniste, Halle[6].
- Harald Helfgott, mathématiques pures, Göttingen
- Sharon Macdonald (en), ethnologie, muséologie, Berlin
- Karen Radner, histoire de la Mésopotamie, Munich
- Marja Timmermans (en), génétique moléculaire, Tübingen.

### 2014
- Giuseppe Caire, télécommunications, Berlin[7]
- Emmanuelle Charpentier, biologie moléculaire, Hanovre/Brunswick
- Stefanie Engel, économie de l'environnement, Osnabrück
- Stuart S. P. Parkin, physique théorique, Halle/Wittenberg
- Andreas S. Schulz, mathématiques appliquées, Munich
- Jairo Sinova, physique théorique, Mayence
- Hidenori Takagi, physique des solides, Stuttgart

### 2013
- Gregory Crane, philologie classique, Leipzig[8]
- Frank Fehrenbach (de), histoire de l'art, Hambourg
- Michael Neil Forster (en), philosophie, Bonn
- Stephan Hartmann (en), théorie des sciences, Munich
- Michael Köhl (de), physique atomique et moléculaire, Bonn
- Oskar Painter (de), optique quantique, Erlangen/Nuremberg
- Wolfram Ruf (de), médecine, Mayence